# Zbigniew Baranowski
Pour les articles homonymes, voir Baranowski.
Zbigniew Baranowski, né le 2 juillet 1991 à Białogard, est un lutteur libre polonais.

## Palmarès
- Championnats d'Europe
  -  Médaille d'argent en 2019 en moins de 92 kg
  -  Médaille d'argent en 2022 en moins de 97 kg

- Championnats de Pologne
  -  Champion national en 2014 (en moins de 97 kg)
  -  Troisième en 2012 (en moins de 84 kg)